# Kurt Ehrle

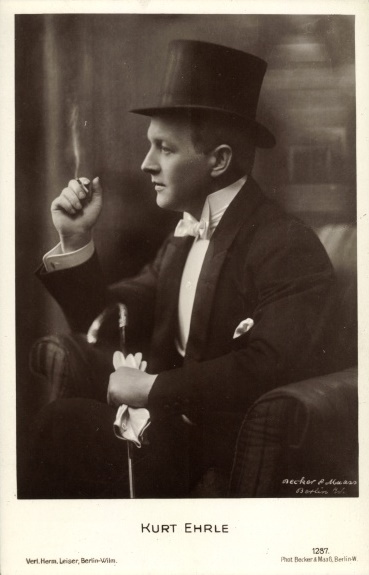
Kurt Ehrle

Kurt Ehrle, auch Curt Ehrle, (* 26. Mai 1884 in Reichenhofen; † 17. April 1967 in Saarbrücken) war ein deutscher Theater- und Filmschauspieler.

## Leben
Er begann seine künstlerische Laufbahn 1902 am Krefelder Theater. 1917 erhielt er seine ersten Engagements beim Stummfilm in Metz und Königsberg. Es folgten Anstellungen am großherzoglichen Hoftheater Darmstadt, am Königlichen Schauspielhaus Berlin und am Wiener Volkstheater, wo er auch nebenher filmisch tätig wurde. Zuletzt war er Spielleiter und Schauspieler am Stadttheater Saarbrücken.

## Ehrungen
- Bundesverdienstkreuz 1. Klasse (26. Februar 1963)[3][4]

## Filmografie
- 1918: Auf Probe gestellt
- 1918: Dem Licht entgegen
- 1918: Lebendig tot
- 1918: Agnes Arnau und ihre drei Freier
- 1918: Doktor Palmore. Der schleichende Tod
- 1918: Arme Lena!
- 1918: Vor den Toren des Lebens
- 1918: Der Weg, der zur Verdammnis führt. 1. Das Schicksal der Aenne Wolter
- 1919: Moral und Sinnlichkeit
- 1919: Satanas
- 1919: Freie Liebe
- 1919: Die graue Frau von Alençon
- 1919: Das Raritätenkabinett
- 1919: Baccarat
- 1920: Die Nacht der Prüfung
- 1920: Marodeure der Revolution
- 1920: Die Frau ohne Seele
- 1920: Der Kammersänger
- 1920: Der Todfeind
- 1920: Der Schädel der Pharaonentochter
- 1920: Mascotte
- 1920: Entblätterte Blüten
- 1920: Die Notheirat
- 1921: Der Dämon von Kolno
- 1921: Die Sünden der Mutter
- 1921: Gevatter Tod
- 1922: Revanche
- 1922: Schach dem Leben (Der Dämon des Grand Hotel Majestic)
- 1922: Sodom und Gomorrha
- 1922: Der hinkende Teufel
- 1924: Muß die Frau Mutter werden?
- 1925: Die Brücke der Verzweiflung
- 1931: Gefahren der Liebe
- 1931: Der Herzog von Reichstadt
- 1933: Das Tankmädel